# Indoxyl
Indoxyl ist ein Derivat des Indols und wird als eine Farbstoff-Vorstufe bei der natürlichen und synthetischen Herstellung von Indigo verwendet.
Indoxyl entsteht bei der Hydrolyse des in Pflanzen vorkommenden Glykosids Indican (Indoxyl-β-D-glucosid) durch Gärung (siehe Indigogewinnung).

## Herstellung
Grundlage der Indigosynthese bei den Chemiekonzernen BASF und der Hoechst AG war die Heumann-Synthese und deren Weiterentwicklung, die Heumann-Pfleger-Synthese. Bei der zweiten Heumann-Synthese wird aus Anthranilsäure Indoxyl gewonnen:

Indoxyl-Synthese: Anthranilsäure (1) reagiert mit Chloressigsäure zu Phenylglycin-o-carbonsäure (2). Die in der Natronschmelze entstehende 2-Indoxycarbonsäure (3) decarboxiliert zu Indoxyl (4).

## Eigenschaften
Im alkalischen Medium wird das wasserlösliche, gelbe Indoxyl durch den Sauerstoff der Luft zum wasserunlöslichen, dunkelblauen Farbstoff (Pigment) Indigo oxidiert. Dabei werden vier Elektronen (e−) und vier Protonen (H+) auf ein Sauerstoff-Molekül übertragen.

Oxidation von zwei Molekülen Indoxyl zu Indigo.

Indoxyl zeigt in wässriger Lösung eine gelbgrüne Fluoreszenz. Indoxyl liegt im Gleichgewicht mit einer Enol-Form und einer Keto-Form (Keto-Enol-Tautomerie). Spektroskopische Befunde zeigen aber, dass bei Indoxyl dieses Gleichgewicht nahezu vollständig zur Keto-Form verschoben ist.

## Verwendung
Einige synthetische Indoxyl-Derivate finden Anwendung in der Biochemie:
- BCIP auch X-Phos (5-Brom-4-chlor-3-indoxylphosphat)
- X-Gal (5-Brom-4-chlor-3-indoxyl-β-D-galactopyranosid)
- X-Gluc (5-Brom-4-chlor-3-indolyl-β-D-glucuronsäure)